# Dolichorhinus
Sphenocoelus
Genre
Synonymes
- Sphenocoelus

Dolichorhinus est un genre fossile (appelé également Sphenocoelus) de périssodactyles de la famille des Brontotheriidae, qui a vécu dans l'Ouest américain, dans le Wyoming, le Colorado et l'Utah, au cours de l'Éocène (étage Lutétien), il y a environ 45 millions d'années.

## Description
Dolichorhinus mesurait 1,20 m au garrot. Son crâne, semblable à celui d'un rhinocéros sans corne, est très allongé et pourvu de dents à couronnes basses.
La forme de ses dents laisse penser qu'il mâchait les feuilles tendres des arbres des forêts qu'il habitait. Tout comme Eotitanops, il était pourvu de quatre doigts aux membres antérieurs et trois doigts aux membres postérieurs. Cette conformation des pieds faits pour la course ne se modifia jamais chez les brontothères.